# Болото Мартиненкове
Боло́то Марти́ненкове — орнітологічний заказник місцевого значення. Розташовується у Краматорському районі Донецької області за півкілометри від смт Ярова.

## Загальний опис
Болото Мартиненкове входить до складу Національного природного парку «Святі гори». Воно було знайдено, і досліджено в 1970-х роках студентами біологічного факультету Донецького державного університету на польовій практиці. За дорученням викладачів університету члени дружини охорони природи Донецького державного університету та лабораторія, орнітології склали запит на отримання охоронної грамоти. Їх підтримав Всесоюзний, орнітологічний комітет. Вони надіслали запит Краснолиманській районній раді народних депутатів. Статус заказника було присвоєно рішенням обласного виконкому № 652 від 17 грудня 1982. Площа заказника становить 20 гектар. Дружина охорони природи Донецького державного університету стежила за збереженням охоронного статусу і чисельністю сірої чаплі.
Заказник розташований у водоохоронній зоні Сіверського Дінця. У ньому була  заборонена господарська діяльність, зокрема рубка лісу, крім санітарної.
Скасований згідно рішення Донецької обласної ради №4/18-508 від 02.10.2004 року 

## Розташування
Болото розташовано в заплаві лівого берега Сіверського Дінця і являє собою одну з останніх ділянок чорновільхових трясовин, яка збереглася в майже незайманому стані. Раніше чорновільхові трясовини в заплаві Сіверського Дінця були широко поширені, але з часом зникли. Болото підтримує рівень ґрунтових вод і перешкоджає руйнуванню структури ґрунтів, має важливе гідрологічне значення. Вільшаник на болоті є резерватом рідкісних для Донецької області видів рептилій та амфібій.

## Фауна
У заказнику гніздяться журавель сірий, чапля сіра. Колонії білої та сірої чапель — найбільші в Україні. 1986 року в заказнику налічувалося 350 гнізд сірої чаплі. Також царство тварин представляють велика біла чапля, мала біла чапля, чибіс, одуд, вивільга, соловейко, чорний шуліка, ворона сіра, гребінчастий тритон, кумка червоночерева, гостроморда жаба, райка, водяний вуж, звичайна гадюка, хохуля. Два види кажанів, які проживають у заказнику, занесені до Червоної книги.

## Флора
У заказнику зростають охоронювані рослини латаття біле, кубушка жовта, кочедижнік жіночий, щитовник чоловічий, а також хвощ, папороть, осока, ірис болотний, калина, верба, стрілолист, частуха подорожня, їжа́ча голі́вка, тілоріз звичайний, водокрас, рдест плаваючий.